# Кравченко Анжела Олексіївна
Анже́ла Олексі́ївна Кра́вченко (* 1971) — українська легкотлетка-спринтерка; спеціалізувалася в бігу на 60, 100 та 200 метрів.

## Життєпис
На Іграх доброї волі 1994 року в Санкт-Петербурзі вона в естафеті з Вікторією Фоменко, Іриною Слюсар та сестрою-близнючкою Антоніною Слюсар здобули бронзову медаль.
На Літній Універсіанді-1997 на дистанції 100 метрів завоювала срібну медаль.
1998 року посіла сьоме місце на Чемпіонаті Європи.
Виступала на Олімпійських іграх 2000 року.
Вісім разів ставала чемпіонкою України в бігу на 100 метрів — у 1997, 1998, 1999, 2000, 2001 та 2002 роках. Чемпіонка України в бігу на 200 метрів у 1997 та 2002 роках.
Найкращий особистий час — 7,07 секунди на 60 метрів в приміщенні, лютий 2000 року в Ерфурті; 11,16 секунди на 100 метрів, на чемпіонаті Європи 1998 року в Будапешті; 22,66 секунди на 200 метрів — на чемпіонаті світу-2003 в Парижі. Є співавторкою рекордів України у естафеті 4 х 100 метрів.